# West Mineral (Kansas)
West Mineral – miasto położone w hrabstwie Cherokee.